# Arrière (rugby à XIII)
Pour les articles homonymes, voir Arrière.
Arrière (en anglais : fullback) est un poste de rugby à XIII Il y a un arrière par équipe, qui porte généralement le numéro 1.
Lorsqu'il est employé au pluriel, le mot « arrières » désigne également l'ensemble des joueurs des lignes arrière, par opposition aux avants : les demis (demi de mêlée et demi d'ouverture), les trois-quarts (ailiers et centres) et l'arrière proprement dit.
| \| \| 8 Pilier \| \| 9 Talonneur \| \| 10 Pilier \| \| \| \| \| \| 11 Deuxième ligne \| \| 12 Deuxième ligne \| \| \| \| \| \| \| \| 13 Troisième ligne \| \| \| \| \| \| \| \| \| \| \| \| \| \| \| \| \| \| 7 Demi de mêlée \| \| \| \| \| \| \| \| \| \| 6 Demi d'ouverture \| \| \| \| \| \| \| 4 Centre gauche \| \| 3 Centre droit \| \| \| \| \| \| 5 Ailier gauche \| \| \| \| 2 Ailier droit \| \| \| \| \| \| \| 1 Arrière \| \| \| \| \| |                 |                   |                    |                    |                |  |  |
| | 8 Pilier        |                   | 9 Talonneur        |                    | 10 Pilier      |  |  |
| |                 | 11 Deuxième ligne |                    | 12 Deuxième ligne  |                |  |  |
| |                 |                   | 13 Troisième ligne |                    |                |  |  |
| |                 |                   |                    |                    |                |  |  |
| |                 |                   | 7 Demi de mêlée    |                    |                |  |  |
| |                 |                   |                    | 6 Demi d'ouverture |                |  |  |
| |                 | 4 Centre gauche   |                    | 3 Centre droit     |                |  |  |
| | 5 Ailier gauche |                   |                    |                    | 2 Ailier droit |  |  |
| |                 |                   | 1 Arrière          |                    |                |  |  |

## Description du poste
Il est le dernier rempart avant la ligne d'en-but mais il ne doit pas se limiter aux seules tâches défensives et doit pouvoir se muer en attaquant, singulièrement dans cette forme de rugby. Il reste souvent en retrait pour récupérer les ballons frappés au pied par l'équipe adverse mais il peut apporter sa contribution à l'offensive de son équipe en amenant le surnombre : on dit alors qu'il « s'intercale » dans la ligne des trois-quarts. Tactiquement, son poste est important car, par sa position, il voit l'ensemble des joueurs et est donc le mieux placé pour donner des indications aux autres trois-quarts.
Les joueurs jouant à ce poste sont généralement plus grands que les ailiers mais moins que les avants notamment pour intervenir à la réception des chandelles. Leur vitesse de course doit également leur permettre d'être le dernier rempart sur une attaque des trois-quarts adverses qui aurait passé le premier rideau. L'intelligence de jeu et le sang-froid sont particulièrement importants à ce poste car l'arrière est amené à intervenir en tant que dernier défenseur (pour dégager en touche sous la pression adverse ou sous une chandelle) mais aussi en tant que premier relanceur lorsqu'il décide de relancer à la main pour une contre-attaque ou d'utiliser le jeu au pied. Avoir un bon coup de pied est par conséquent nécessaire à ce poste tant en phase offensive que défensive. Dans certaines équipes, l'arrière peut d'ailleurs taper les pénalités et les transformations, tâche généralement confiée au demi d'ouverture. Du fait de la multiplicité des attributions de son poste, il peut exister plusieurs profils d'arrière. Le rôle d'arrière nécessitant la maîtrise de tous les aspects du rôle des trois-quarts, il n'est pas rare que l'arrière évolue à d'autres postes dans sa carrière. De même, certains joueurs évoluent à l'arrière après avoir joué à d'autres postes dans la ligne des trois-quarts.

## Joueurs emblématiques
Voici une liste de joueurs de joueurs ayant marqué leur poste, selon la littérature treiziste,
- Tony Gigot
- Sam Tomkins

## Autres notes et références
1. ↑  FFR XIII, Code officiel de rugby à XIII, Paris, Organ'Public, 1955, 55 p., p. 8
2. ↑  (en) « Six Tackles: Best Super League full-backs of 2018 : Tony Gigot (Catalans Dragons) », sur loverugbyleague.com, 24 octobre 2018 (consulté le 5 février 2019)
3. ↑  (en) « Five of the Best: Full-Backs : Sam Tomkins – Wigan Warriors », sur rugby-league.com, 1er juin 2016 (consulté le 5 février 2019)